# Martin A. Hansen
Alfred Martin Jens Hansen (Strøby, 20 augustus 1909 – Kopenhagen, 27 juni 1955) was een Deens schrijver.

## Achtergrond
Hansen werd geboren in een streng gelovige boerenfamilie in Strøby op het schiereiland Stevns en volgende een opleiding als leraar op het Haslev Seminarium. Zijn vader was boer, terwijl zijn moeder van een nog lagere stand afkomstig was. Hansen beweerde zelf, dat hij van zijn vader zijn verbondenheid met de aarde had geërfd, en van zijn moeder het verteltalent had meegekregen. Hij was werkzaam in de landbouw tot 1926, deed leraarsexamen in 1930 en werd aangesteld in het Kopenhaagse onderwijs in 1931. Hansen trouwde met Vera Jensen en samen kregen zij twee kinderen. Een zoon, Hans-Ole Hansen, die lid werd van het Historisk-Arkæologisk forsøgscenter in Lejre, en een dochter, Mette-Lise Hansen.

## Ziektegeschiedenis
Als dienstjongen klauterde Hansen in een grote oude beukenboom, om de eerste ontsproten beukentakken voor zijn moeder te plukken. Hij greep zich vast aan een verdorde tak, deze knakte en hij viel met zijn hoofd op de grond en raakte hierbij het mos tussen de boomwortels. Nadat hij weer was bijgekomen van de schrik, klauterde hij toch steeds weer de boomtoppen in om takken voor zijn moeder te verzamelen. Vanaf toen werd hij achtervolgd door hoofdpijn, waartegen hij koortsverlagende middelen innam. De aanvallen van hoofdpijn namen gedurende zijn leven toe. Hij had de gewoonte lang tot in de nacht te blijven doorschrijven, en hij bleef zijn leven lang in grote hoeveelheden koortsverlagende middelen innemen. Toentertijd was nog niet bekend dat deze middelen schadelijk waren voor de nieren. Het werd nog erger, toen hij tijdens een Noords literatuurcongres in Stockholm een vlek van zijn broek verwijderde met wat meegebrachte schoonmaakvloeistof. Hij vond het onverantwoord de giftige vloeistof in de wastafel te lozen, en goot het in plaats daarvan in een waterglas op zijn nachtkastje. Toen hij ’s nachts wakker werd en erg dorstig was, leegde hij het glas. Hij ging naar de eerste hulp, waar hij gepijnigd zat te wachten op zijn beurt, totdat schrijver en historicus Palle Lauring hem in het oog kreeg en begon te roepen: “Haast jullie toch en laat hem naar binnen gaan! Dat is de grootste dichter van Denemarken, die daarbuiten zit en sterft!” Zijn maag werd leeggepompt, maar zijn nieren waren al ernstig beschadigd, wat tot zijn vroegtijdige dood leidde.

## Zijn laatste tijd
Hansen werd diep beroert door de Duitse bezetting en werd actief in de Deense verzetsbeweging. In de zomer van 1944 huurde hij van een bekende een zolderkamer, gelegen aan het Kopenhaagse veengebied Utterslev Mose en werkte iedere nacht aan zijn werk Lykkelige Kristoffer, waarvan de laatste drie hoofdstukken over de Belegering van Kopenhagen tijdens de jaren 1535-1536 gaan. Tegelijkertijd zou hij een bijdrage leveren aan Der brænder en ild, in samenwerking met bekende schrijvers als Tove Ditlevsen, Hans Kirk, H.C. Branner, Ole Sarvig en Halfdan Rasmussen. Het boek kwam uit na de oorlog.
Vanaf zijn kamer keek hij uit op “het bloedige veen”, zoals hij de Utterslev Mose beschreef. Hier zouden tijdens de oorlog rondom de veertig liquidaties plaats hebben gevonden. Die zomer nam dat aantal scherp toe. Vanaf een brug kon hij ’s nachts de Duitse soldaten goed observeren. Wanneer de soldaten bij de wisseling van de wacht “door de Mosevejen sjokten, bonkten zij met hun geweerkolven tegen de grond, zodat het trilde tot in het slot. Dat maakte mij nerveus. Het gebeurde ook vaak, dat Duitsers gingen liggen en op wild schoten in het veengebied.” Hij kwelde zich met het schrijven van een apologie van de liquidaties. De apologie kreeg zijn uiteindelijke beslag in een elf pagina’s lang, op rijm gezet, gesprek tussen Socrates en een van zijn vrienden Simias, die zich bekommert om de steekmoord van de patriotten. Hansen, bij monde van Socrates, voert hierin aan, dat de bezettingsmacht zo sterk is geworden, omdat men al te lang toegeeflijk jegens haar is geweest. Symbolisch verzet duurt nooit lang. De collaborateurs zijn het verschrikkelijke gereedschap van de vijand, zijn ogen en zijn oren. “Deze slangen moeten daarom onschadelijk worden gemaakt.” Hij schreef er een beslissende betekenis aan toe, dat degene die hen executeert, naderhand voor een rechter zou moeten komen en zijn handelingen zouden worden beoordeeld: “Vergeet dan niet de man, die wij de opdracht geven dat te doen, en wend hem de rug niet toe. Hij is jouw eigen bewapende hand, en jij zult naast hem staan, wanneer dit alles voorbij is.
Deze Dialog om drab og ansvar (Dialoog over moord en verantwoordelijkheid) maakte op vele vrijheidsstrijders een grote indruk. Al in mei 1945 was het Hansen duidelijk geworden, dat jonge mannen, aangespoord door zijn tekst, naar het wapen hadden gegrepen, en in ten minste twee gevallen daarbij zelf ook waren omgekomen. Toen Hansen op 29 augustus 1945 samen met 800 andere verzetsmensen deelnam aan een herinneringsplechtigheid in Ryvangen bij de begrafenis van gevallen kameraden, vertelde een vriend hem, dat een van de gestorvenen overtuigd was geworden van het belang om actief te handelen door het lezen van Dialog om drab og ansvar. In 1953 openbaarde Hansen,  na aandringen van Tage Skou-Hansen, in Heretica (Deens literair tijdschrift) zijn dagboeknotities van juli 1944, de tijd waarin hij de “akelige” opgave op zich had genomen de dialogen te schrijven, terwijl hij middels zijn verdediging van liquidaties bewust brak met “geloof in idealen, waarvan men weet dat zij hoger staan”. Bovendien had hij in de dialoog beweerd, dat de moordenaars na de oorlog zouden moeten worden beoordeeld door een rechtbank. In werkelijkheid kwam de leiding van de verzetsbeweging, aangevoerd door Frode Jakobsen, kort na de bevrijding met het Ministerie van Justitie overeen, dat de liquidaties niet zouden worden onderzocht door de politie, en dat de daders niet ter verantwoording zouden worden geroepen. In Heretica had hij echt verzekert, dat hij bedongen had dat zo’n onderzoek na de oorlog direct plaats zou vinden: “Dit gebeurde niet. Dat was een fout.” Kort voor zijn dood schreef Hansen in de novelle Gæsterne (De gasten) over zijn schuldgevoelens. Hij werd in 1955 doodziek opgenomen in het Bispebjerg Hospital, waar hij op 10 en 11 juni, tussen periodes door waarin hij zijn bewustzijn verloor, de novelle schreef. De schrijvende hoofdpersoon, had, net als Hansen in werkelijkheid, een hutje gehuurd in Noorwegen om daar te kunnen schrijven. Een nacht komen er twee gestorvenen bij hem aan. De ene was geliquideerd tijdens de oorlog; de andere was de dader, aangespoord door de tekst van de schrijver (Hansen). Op later tijdstip is de dader zelf ook vermoord, en nu wil hij dat de schrijver zijn verantwoordelijkheid neemt: “Jij bent geheel schuldig, omdat jij een verdediging van het moorden hebt geschreven.” De schrijver verweert zich door te wijzen op de plicht. De moordenaar zegt: “goed, wij zullen weer gaan, en nemen er genoegen mee dat wij dit inzicht hebben gekregen. Maar misschien moeten wij jou ook vragen ons te volgen.” Twee weken later stierf Martin A. Hansen door een chronische nierontsteking op een leeftijd van nog geen 46 jaar. 

## Schrijverschap
Martin A. Hansen ontving de Holberg-madaljen in 1952.
Hij liet een groot aantal dagboeken na. Onder zijn werken kan genoemd worden:
- Nu opgiver han (roman) – 1935
- Kolonien (roman)     – 1937
- Jonathans rejse (roman)     – 1941
- Lykkelige Kristoffer (roman)     – 1945
- Tornebusken (verhalen)     – 1946
- Agerhønen (novelle)     – 1947
- Åsynet (verhalen)     – 1949
- Sankt Hans aften (verhalen) – 1949
- Løgneren (roman)     – 1950
- Paradisæblerne og andre historier (verhalen)     – 1953
- Orm og Tyr (med Sven Havsteen-Mikkelsen)-     1953
- Kringen (reisverslag uit Noorwegen) - 1953
- Dansk vejr (tekeningen van Ernst Clausen) - 1953
- Konkylien (verhalen)     – 1955
- Efterslæt: Sidste noveller og skildringer, met onder andere "Frederiks oprør" (verhalen) – 1959
- Høstgildet og andre fortællinger is en verhalenbundel uitgekozen door Ole Wivel.

- Biblioteca Nacional de España: XX1320931
- Bibliothèque nationale de France: cb12032617x (data)
- Gemeinsame Normdatei: 119015730
- International Standard Name Identifier: 0000 0001 2122 2735
- KulturNav: acb04d25-12be-49d4-8d72-eb543b9fd9a1
- Library of Congress Control Number: n79018514
- Nationale Bibliotheek van Tsjechië: jo20010087065
- Nationale Bibliotheek van Israël: 987007442115005171
- Nederlandse Thesaurus van Auteursnamen: 070444927
- LIBRIS: 59215
- Système universitaire de documentation: 034627774
- Trove: 850098
- Virtual International Authority File: 17238907
- WorldCat: E39PBJyxddqC3vwfQ6jcB8rpfq